# Igor Letov
Igor Letov (rusky Игорь Летов, známý spíše jako Jegor Letov (rusky Егор Летов; * 10. září 1964 Omsk – 19. únor 2008 Omsk) byl ruský punk-rockový hudebník, básník, zpěvák a kytarista, zakladatel punkové skupiny Graždanskaja oborona (Civilní obrana) vzniklé v roce 1984. V éře Sovětského svazu vystupoval pro anarchistickou punk scénu proti totalitarismu pozdněsovětského režimu, za což byl pronásledován (v rámci projektu zneužívání sovětské psychiatrie k likvidaci opozice zavřen do psychiatrické léčebny). V roce 1994 se podílel na založení Nacionálně bolševické strany Ruska. Zemřel 19. února 2008 ve věku 43 let.

## Řadová alba
- Špinavá mládež : 1985
- Optimismus : 1985
- Past na myši : 1987
- Dobře !! : 1987
- Totalita : 1987
- Nekrofilie : 1987
- Rudé album : 1987
- Všechno jde podle plánu : 1988
- Tak se kalila ocel : 1988
- Bojový stimul: 1988
- Nevolnost : 1989
- Písně radosti a štěstí : 1989
- Válka : 1989
- Dobrý den a navždy : 1989
- Armageddon-Pops : 1989
- Ruské pole experimentů : 1989
- Pokyny pro přežití : 1990
- Slnovrat : 1997
- Nesnesitelná lehkost bytí : 1997
- Pád hvězdy : 2002
- Dlouhý šťastný život : 2004
- Resuscitace : 2005
- Převrácení měsíce : 2005
- Snesitelná tíha nicoty : 2005
- Proč se sní sny? : 2007